# Joe Williams
Joe Williams, rodným jménem Joseph Goreed, (12. prosince 1918 – 29. března 1999) byl americký jazzový zpěvák. Pochází z Georgie, ale vyrůstal v Chicagu. Ve třicátých letech zpíval v kostelním sboru. V roce 1937 se stal profesionálním sólovým zpěvákem. Zároveň vystupoval s big bandy, působil například u Jimmieho Noonea, Colemana Hawkinse a Lionela Hamptona. V letech 1954 až 1961 zpíval v orchestru Counta Basieho a později se mu dostalo úspěchu coby sólovému umělci. Zemřel v Las Vegas ve věku 80 let.